# Beredskapskåren
Beredskapskåren var en 1910 i Stockholm av Jacques Lagercrantz stiftad förening.
Beredskapskåren hade till uppgift att träda skyndsamt hjälpande och räddande emellan vid fall av ensamhet, olycka, rådlöshet och förtvivlan. Inkomster och utgifter balanserades med omkring 10 000 kronor om året. Kåren hade ingen styrelse, endast en ledare och biträden. Den stod i förbindelse med polisen, som underrättade om fall lämpliga för kårens ingripande, fattigvården, frälsningsarmén med flera institutioner och disponerade ett antal läkare till hjälp. 